# Mestna knjižnica in čitalnica Idrija
Mestna knjižnica in čitalnica Idrija je osrednja splošna knjižnica s sedežem v Idriji (Idrija); ustanovljena je bila leta 1962.
Ima dislocirane enote: Cerkno in Spodnja Idrija.